# Lüderitzland

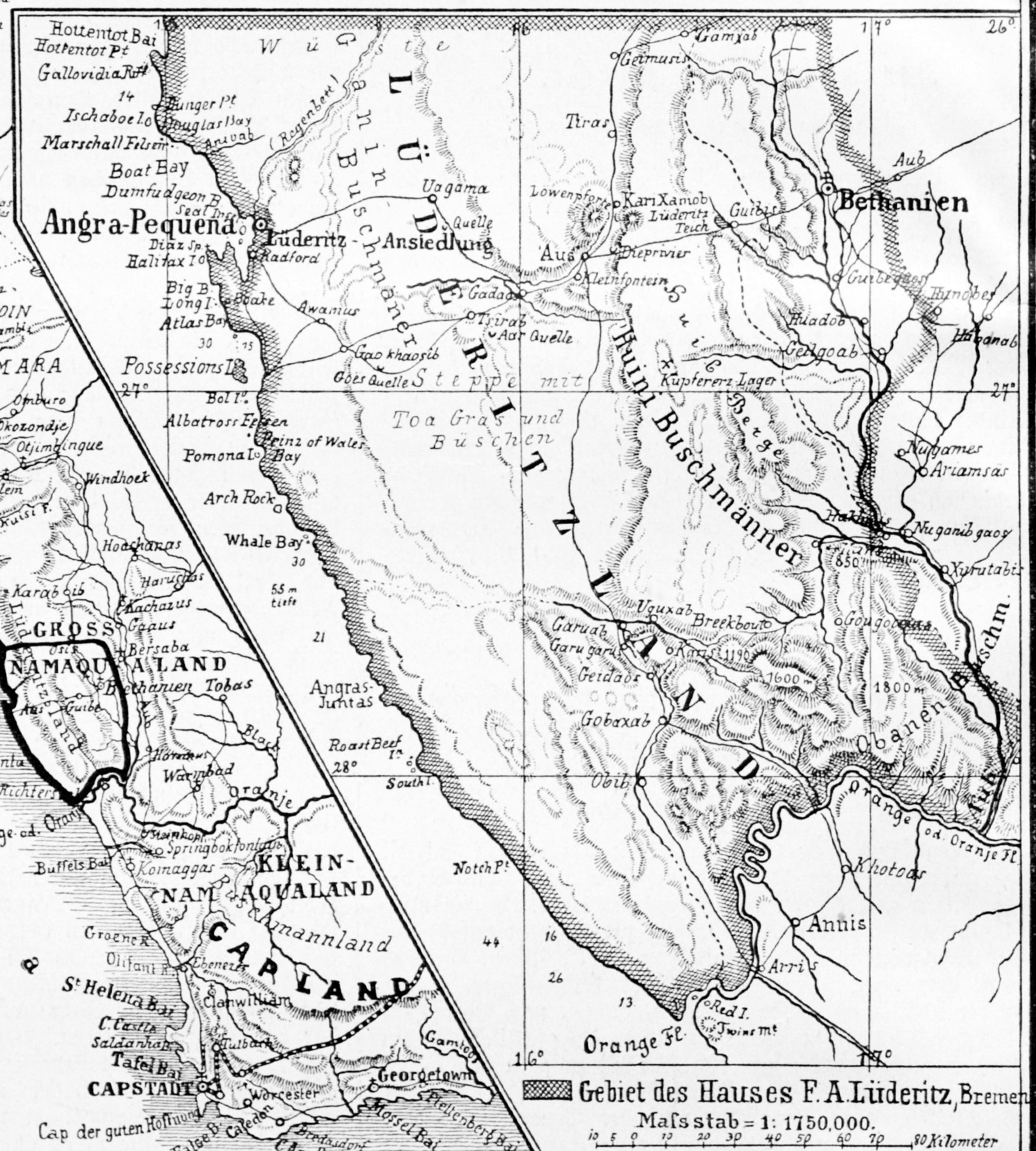
Das Lüderitzland auf einer Karte der deutschen Kolonien von 1885 (Ausschnitt)

Lüderitzland (auch Lüderitz-Land, selten Lüderitz-Territorium) war der Name eines Küstenstreifens im Südwesten Afrikas. Es wurde nach den Bremer Großkaufleuten Adolf Lüderitz, der das Land unter fragwürdigen Umständen 1883 für seine Firma erwerben ließ, und seinem jüngeren Bruder August Lüderitz, der vor Ort Gebiete aufkaufte und für das Deutsche Reich Verhandlungen führte, benannt. Das 1884 unter deutschen Schutz gestellte Land wurde zu einer Keimzelle der Kolonie Deutsch-Südwestafrika, dem heutigen Namibia.

## Geographie

Im Inneren von Lüderitzland zur deutschen Kolonialzeit, vor 1910

Lüderitzland erstreckte sich im Norden bis zum 26. Grad südlicher Breite und im Süden bis zum Oranje-Fluss. Vom Südatlantik reichte es 20 deutsche Meilen – etwa 150 Kilometer – in das Landesinnere von jedem Punkt der Küste. Die in Küstennähe gelegenen Pinguininseln zählten nicht zum Lüderitzland. In dieses Gebiet ragt der südliche Ausläufer der Namib-Wüste. Außerdem entstand hier das heutige Diamantensperrgebiet. Eine Ansiedlung von überregionaler Bedeutung ist der Ort Lüderitz an der gleichnamigen Lüderitzbucht. Heute umfasst der Wahlkreis ǃNamiǂNûs große Teile des ehemaligen Lüderitzlandes.

## Geschichte
Adolf Lüderitz war von der Idee fasziniert, eine private Kolonie unter deutschem Schutz zu gründen. Im Südwesten Afrikas, so erfuhr er, sei „herrenloses“ Land mit üppigen Bodenschätzen zu haben – afrikanische Einheimische wurden nicht als „Herren“ angesehen. Am 23. November 1882 schrieb Lüderitz an das Auswärtige Amt in Berlin: „Das von mir ins Auge gefasste Land liegt zwischen dem großen und kleinen Fischfluss, also zwischen dem 26. Grad und dem 29. Grad südlicher Breite.“ Lüderitz entsandte noch im selben Jahr eine Expedition nach Südwestafrika, die von seinem Agenten Heinrich Vogelsang geleitet wurde.

### Der „Meilenschwindel“
Bei der Gründung des Lüderitzlandes am 25. August 1883 kam Lüderitz und Vogelsang der Umstand gelegen, dass dem ansässigen Nama-Kaptein Joseph David Fredericks von Bethanien nur die englische Meile (rund 1,6 Kilometer), nicht aber die deutsche geographische Meile (rund 7,4 Kilometer) geläufig war. Lüderitz reiste im September 1883 in seine von Vogelsang durchgeführten Neuerwerbungen. Der Kapitän des Kanonenboots Nautilus, Richard Aschenborn, der ihn dort im Januar 1884 besuchte, stellte fest, dass Lüderitz’ Besitz in deutschen Meilen gerechnet gut viermal so groß war wie in englischen Maßen. In Unkenntnis dieses Unterschieds hatte Fredericks ein wesentlich größeres Territorium abgetreten, als er bei der Vertragsunterzeichnung annahm. In einem Brief schrieb Lüderitz seinem Agenten Vogelsang: „Lassen Sie Joseph Fredericks aber vorläufig in dem Glauben, daß es 20 englische Meilen sind.“ Diese Irreführung ging als sogenannter „Meilenschwindel“ in die Geschichte ein. Als Gegenleistung hatte Frederiks von Vogelsang 500 Pfund Sterling und 60 englische Gewehre erhalten.
Am 31. Dezember 1883 gab Fredericks eine schriftliche Erklärung ab, in der er die historischen Hintergründe seines angestammten Besitzrechts darlegte. Die Familie Fredericks sei demnach der rechtmäßige und alleinige Besitzer des Gebiets zwischen den Flüssen Tsondab, Useb, Oranje, Gawagam, Fischfluss und dem Meer. Diese Protestnote ist in den Akten des ehemaligen Reichskolonialamts erhalten geblieben. In der zeitgenössischen, deutschen Presse wurde hingegen die „Rechtlichkeit und strengste Redlichkeit“, die bei der Gründung dieser Kolonie von Seiten Deutschlands gewaltet habe, gerühmt.

### Ausgangspunkt Deutsch-Südwestafrikas

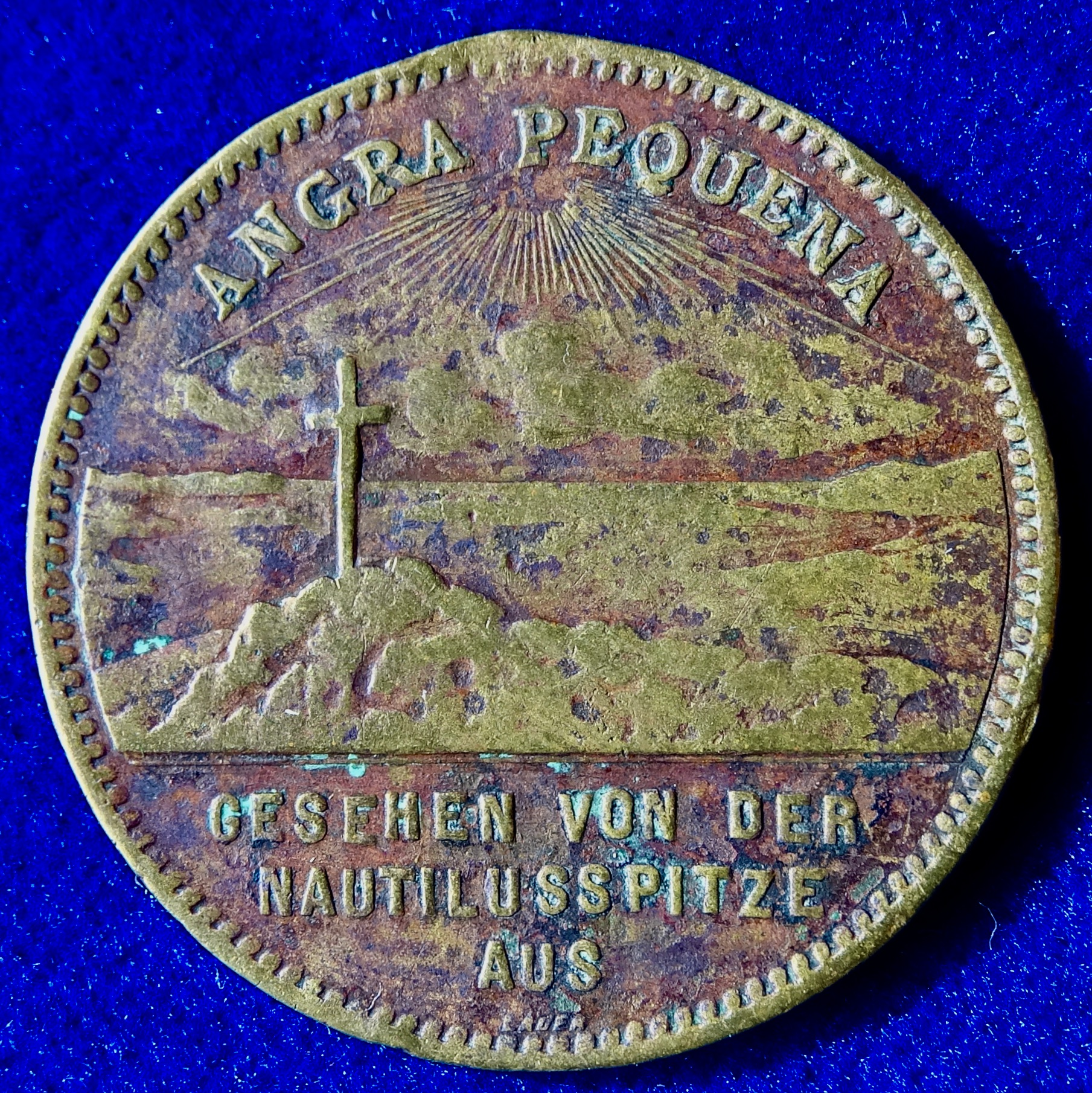
Angra Pequena gesehen von der Nautilusspitze, Medaille 1884, Vorderseite

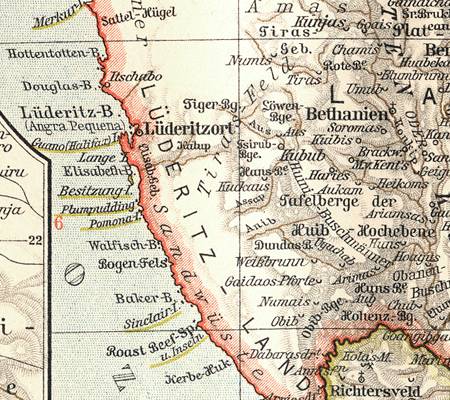
Lüderitzort, Lüderitzbucht und Lüderitzland auf einer deutschen Kolonialkarte von 1905 (Ausschnitt)

Ungeachtet der zweifelhaften Vertragsgrundlage gab die deutsche Reichsregierung dem Ansinnen Lüderitz’ am 24. April 1884 statt, seine Erwerbung vor britischen Ansprüchen zu schützen. Deutsche und britische Kriegsschiffe suchten nun häufig die Bucht von Angra Pequena – die spätere Lüderitzbucht – zur gegenseitigen Machtdemonstration auf. Die deutsche Parteinahme zugunsten Lüderitz’ drückte sich in einem Telegramm aus, das Reichskanzler Bismarck an die deutsche Botschaft in London schickte: „Zufolge Berichts des Kommandanten S.M. Kbt ‚Nautilus‘ und weiterer Nachrichten aus Kapstadt bezweifeln die dortigen Behörden, daß die Landerwerbungen u[nd] Geschäfte des Herrn Lüderitz nördlich vom Orange Fluß auf den Schutz des Reiches Anspruch haben. Ich habe deshalb den Kais[erlichen] Konsul in Kapstadt angewiesen, amtlich keine Zweifel darüber zu lassen, daß dies der Fall ist.“ Am 7. August 1884 wurden auf Weisung August Lüderitz’ auf den deutschen in der Lüderitzbucht liegenden Korvetten die deutsche Flagge gehisst und das Lüderitzland offiziell unter den Schutz des Deutschen Reiches gestellt. Am 24. Oktober 1884 traf der neu ernannte Reichskommissar für Deutsch-Westafrika, Gustav Nachtigal, in Bethanien ein und besiegelte im Beisein Fredericks die deutsche Besitzergreifung durch einen „Schutz- und Freundschaftsvertrag“. Vor dem Haus Fredericks’ wurde eine deutsche Flagge aufgezogen. Geldnot zwang Adolf Lüderitz April 1885 zum Verkauf seiner Erwerbungen für 500.000 Mark an die gerade gegründete Deutsche Kolonialgesellschaft für Südwestafrika.
Lüderitzland bestand als geographische Bezeichnung auch in späteren Jahren fort und ist in zahlreichen Karten aus der deutschen Kolonialzeit verzeichnet.

## Galerie

Die Begründer des Lüderitzlandes
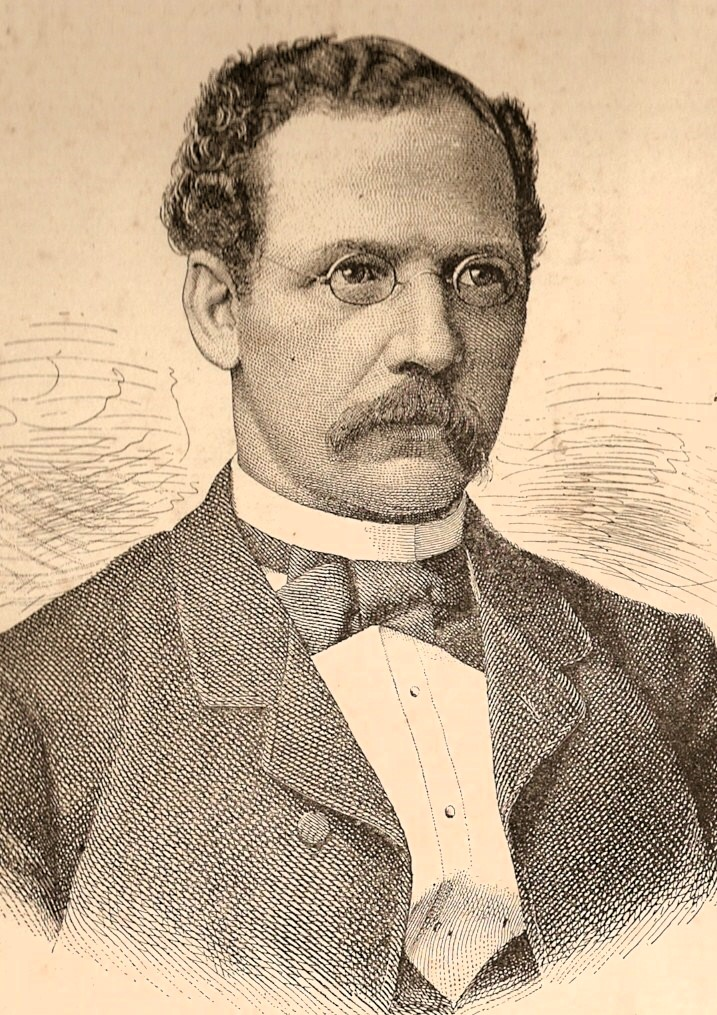
Adolf Lüderitz (1834–1886)
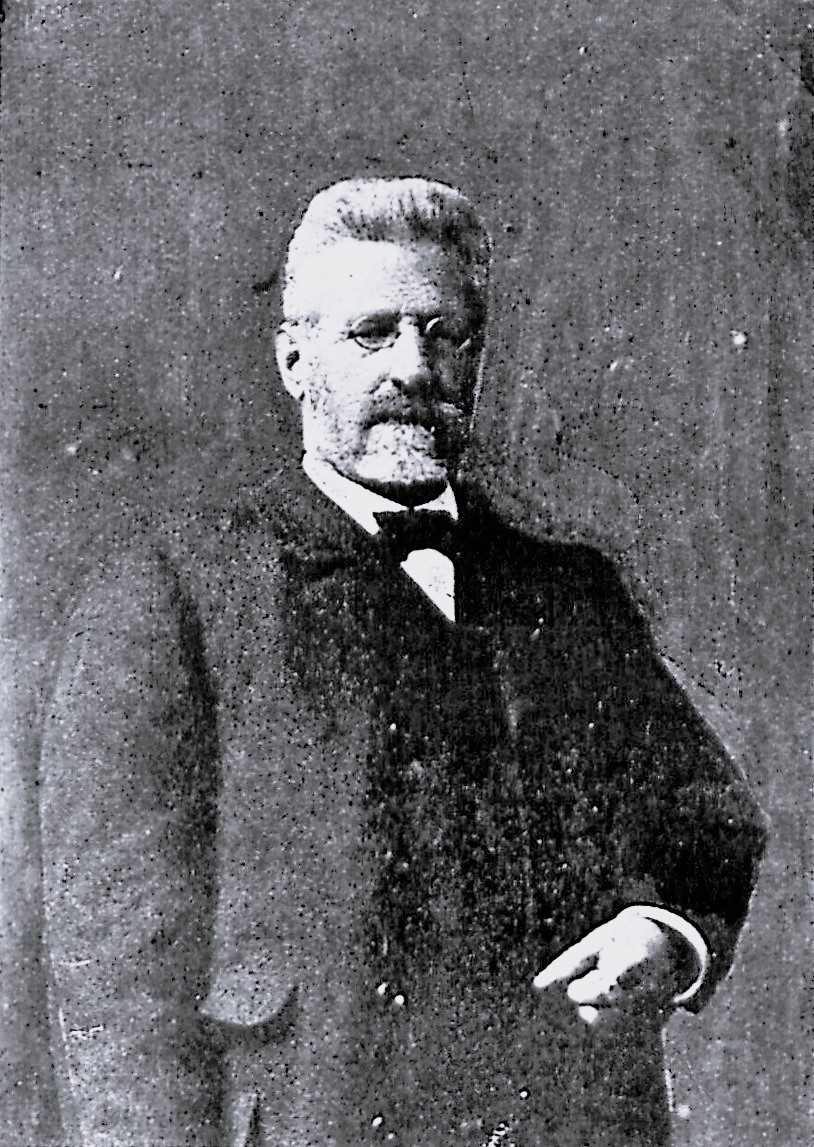
August Lüderitz (1838–1922)
Heinrich Vogelsang (1862–1914)